# Sigefrido de Selsey

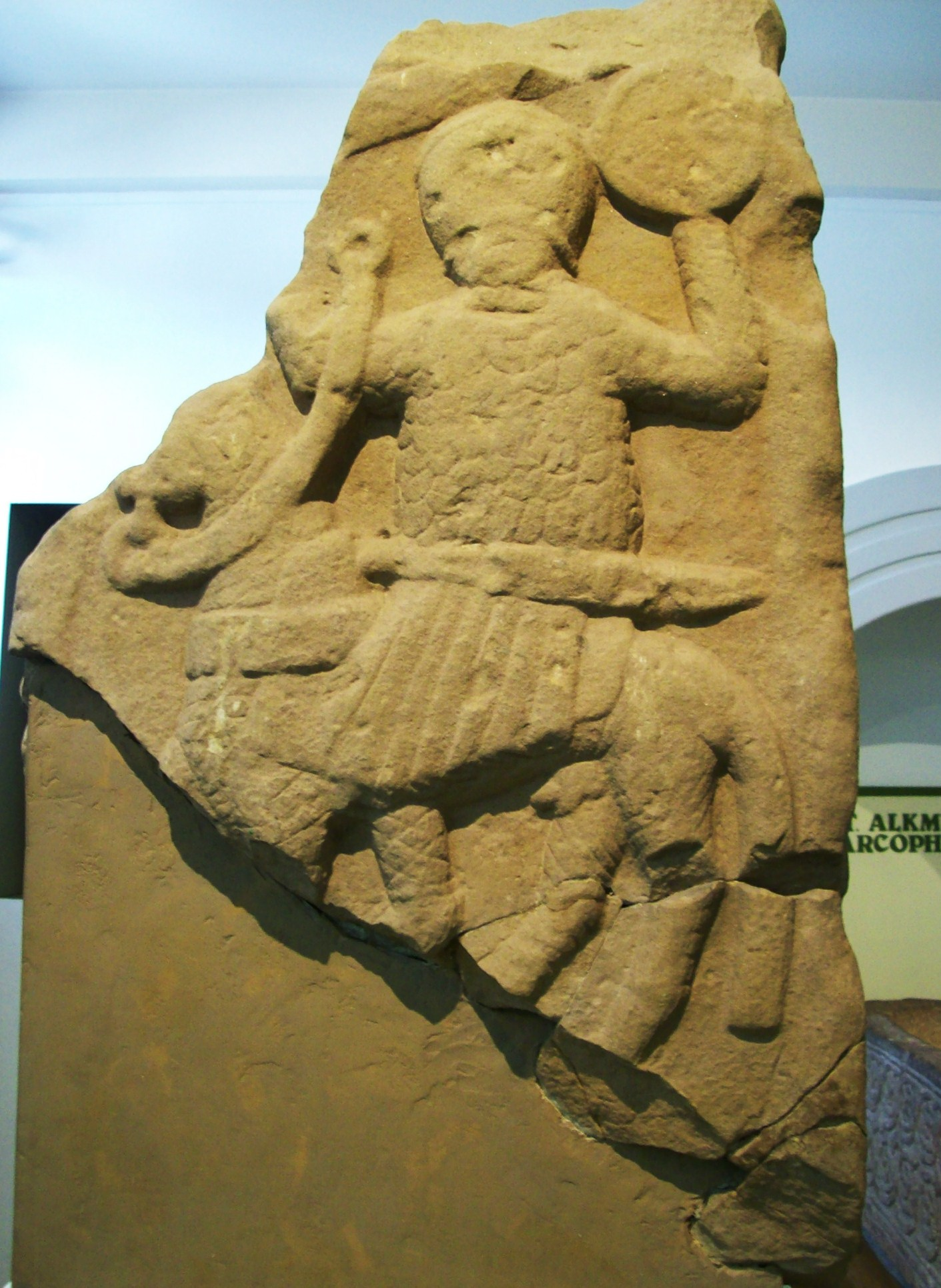
Pedra de Repton que talvez represente Etelbaldo

Sigefrido (em latim: Sigefridus; em inglês antigo: Sicga, Sicga uel Sighelm, Sicgga, Sigcga, Sigfrid, Sigga, Siggaa), Sigfrido (Sigfridus) ou Sefrido (Seffridus) foi bispo de Selsey de 733 até 747/765.

## Vida
Em 733, quando recebeu o pálio da autoridade apostólica, o arcebispo Tatuíno ordenou Álvio como bispo de Lindsey e Sigefrido como bispo de Selsey. Em 733/765, foi testemunha de um documento do rei Etelberto que concedia 18 hidas em Wittering, Susséxia, para Diosza à construção de uma catedral. Em 742, foi testemunha do documento do rei Etelbaldo que confirmava os privilégios de igrejas do Reino de Câncio. Em 747, participou no Concílio de Clovecho presidido pelo arcebispo Cuteberto.